# Faculdade de Odontologia da Universidade Federal do Rio Grande do Sul

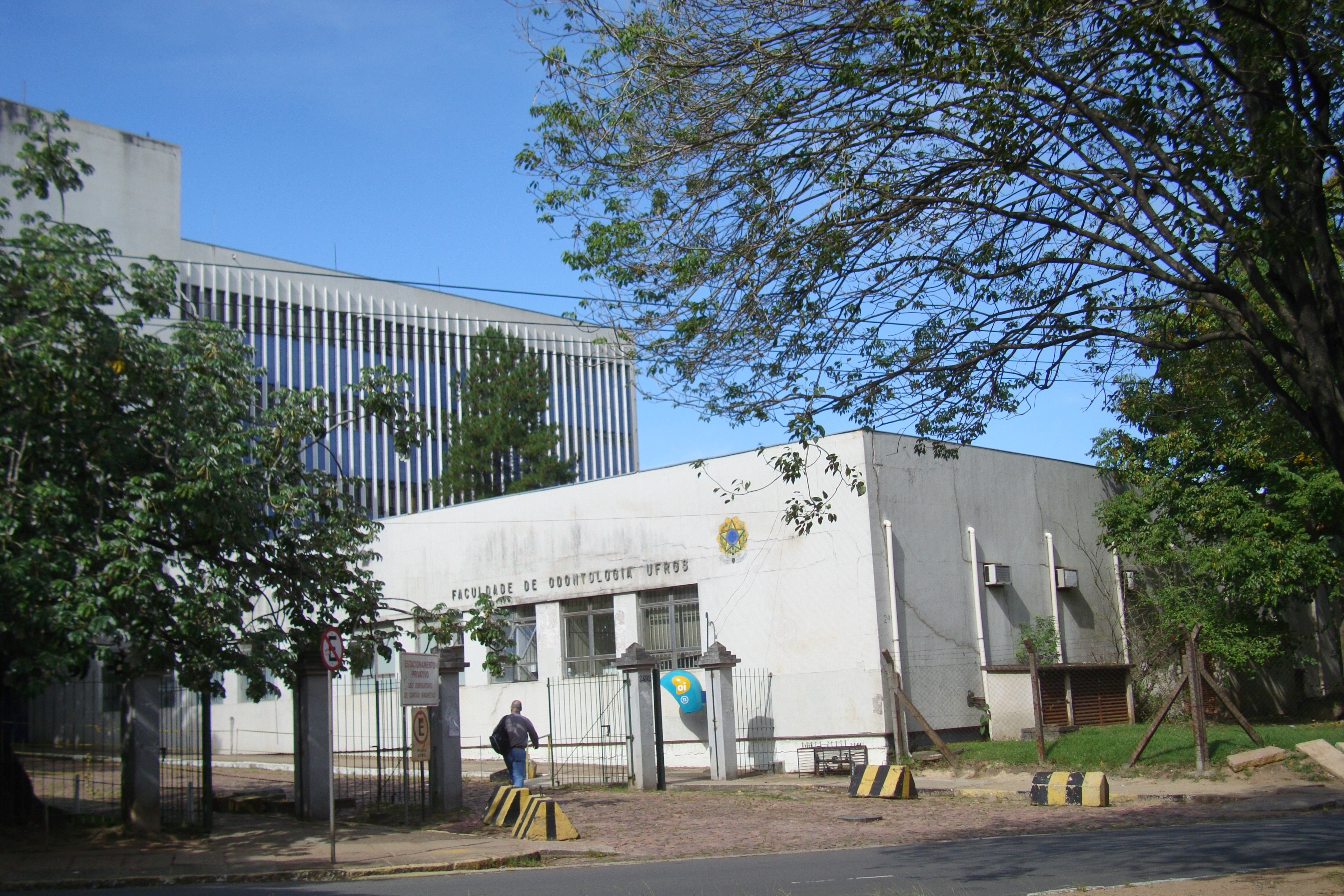
Prédio da Faculdade de Odontologia

A Faculdade de Odontologia (FO/UFRGS) é uma das unidades de ensino da Universidade Federal do Rio Grande do Sul (UFRGS). Fundada em 1898, é responsável pelas graduações em Odontologia e Fonoaudiologia, possuindo ainda 8 cursos de pós-graduação em área de concentração em clínica odontológica e outras duas em Patologia Bucal e Saúde Coletiva, além disso, possui 8 especializações e seus programas de Residência Integrada em Saúde Bucal (RISB) com quatro áreas de atuação: Cirurgia e Traumatologia Buco-Maxilo-Faciais, Estomatologia, Periodontia e Saúde da Família e Comunidade. Sua graduação em Odontologia tem sido constantemente apontada como uma das mais qualificadas do Brasil, tendo o Hospital de Ensino Odontológico e o Hospital de Clínicas de Porto Alegre como hospitais-escola. Inicialmente sediada no icônico prédio situado na rua Sarmento Leite, transferiu suas atividades para sua nova sede no Campus Saúde, junto do Hospital de Clínicas, em 1972.

## História
Fundada em 1898 a Faculdade de Odontologia da UFRGS pode ser dividida em cinco diferentes períodos.
Desde o seu início, em 1898, como Curso de odontologia no andar térreo da Faculdade de Medicina, até os dias atuais, como uma Faculdade expressiva no país, aconteceram uma série de mudanças e transformações.
Essas sempre tiveram o objetivo de, com excelência, adequar os cirurgiões-dentistas em formação à realidade da população a que serviriam.
Primeiro Período
(1898-1922)
O ensino odontológico era artesanal, usava o método preceptor-aprendiz, desenvolvido por profissionais dedicados e por alunos que aprendiam por observação, tentativas de imitação e repetição. Foi uma fase empírica do ensino.
Segundo Período
(1932-1949)
Este segundo período histórico caracterizou-se pelo entusiasmo de professores idealistas na luta para substituir e empirismo e artesanato pela ciência e pela técnica que transformaram a odontologia em profissão de nível superior plenamente integrada à saúde.
Terceiro Período
(1949-1972)
Em um período de transformações, um pouco antes da federalização da Universidade Federal do Rio Grande do Sul, o curso de Odontologia passou de Escola para Faculdade, tendo sua duração aumentada de três para quatro anos e mudando-se para as novas e atuais instalações na Rua Ramiro Barcelos, Bairro Santana - Porto Alegre.
Quarto Período
(1972-2004)
A reforma Universitária Nacional norteou uma grande mudança no currículo em 1983, que objetivou a integração do cirurgião-dentista na realidade sócio-econômica, com foco em uma odontologia preventiva e social e buscando soluções alternativas para os problemas de saúde bucal da população.
Quinto Período
Novo Ciclo (2005)
"A partir das Diretrizes Curriculares Nacionais, o ensino hoje realizado na Faculdade de Odontologia tem por objetivo a formação de um profissional crítico, capaz de atuar no sistema de saúde vigente, com conceitos de integralidade de atenção, construindo a identidade do cuidador. A profunda reforma curricular realizada faz do currículo da Odontologia da UFRGS um modelo inovador, estimulador do alunado para que o 'aprender a aprender' seja a tônica. Temos certeza de que essa é a formação do profissional cidadão tão desejada no nosso país." (Prof. Cassiano K. Rösing).
Esta é uma lista que reúne alunos da Faculdade de Odontologia (UFRGS) que frequentaram:
- Dr. Edela Puricelli, Professora e Pesquisadora.
- Germano Rigotto, político e ex-governador do RS

### Fotografias

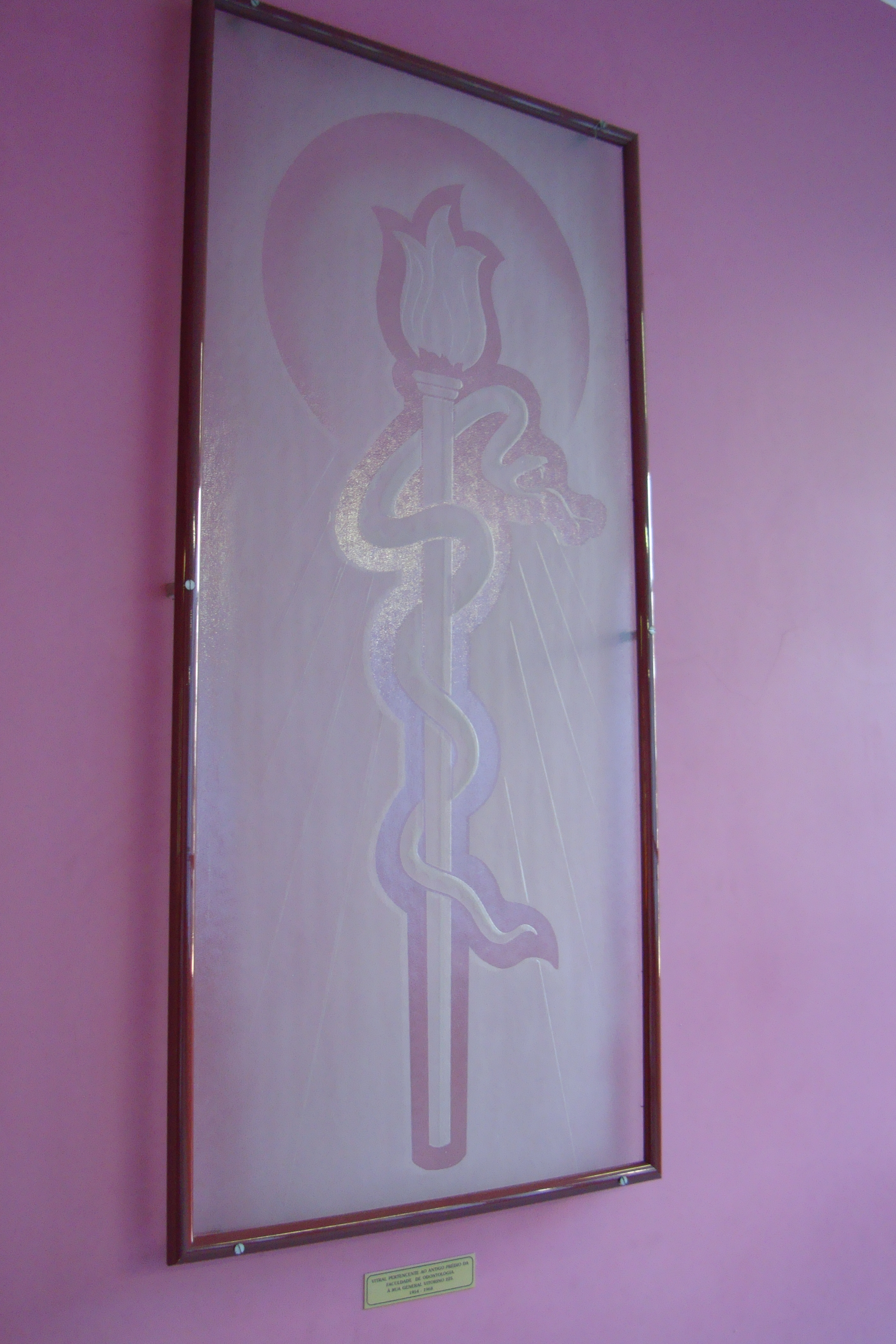
Vidraça com o símbolo da Odontologia
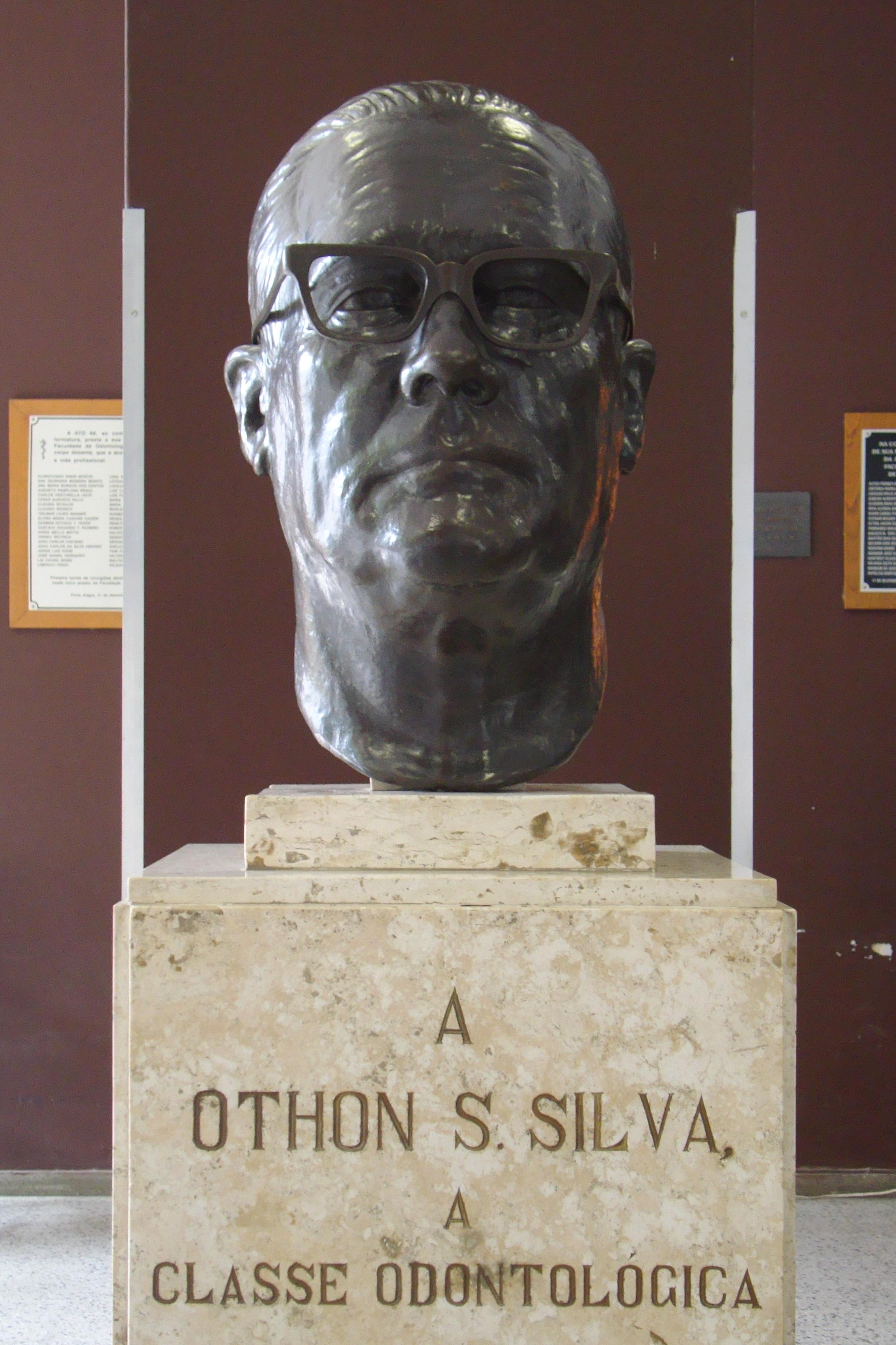
Busto do Prof. Othon S. Silva
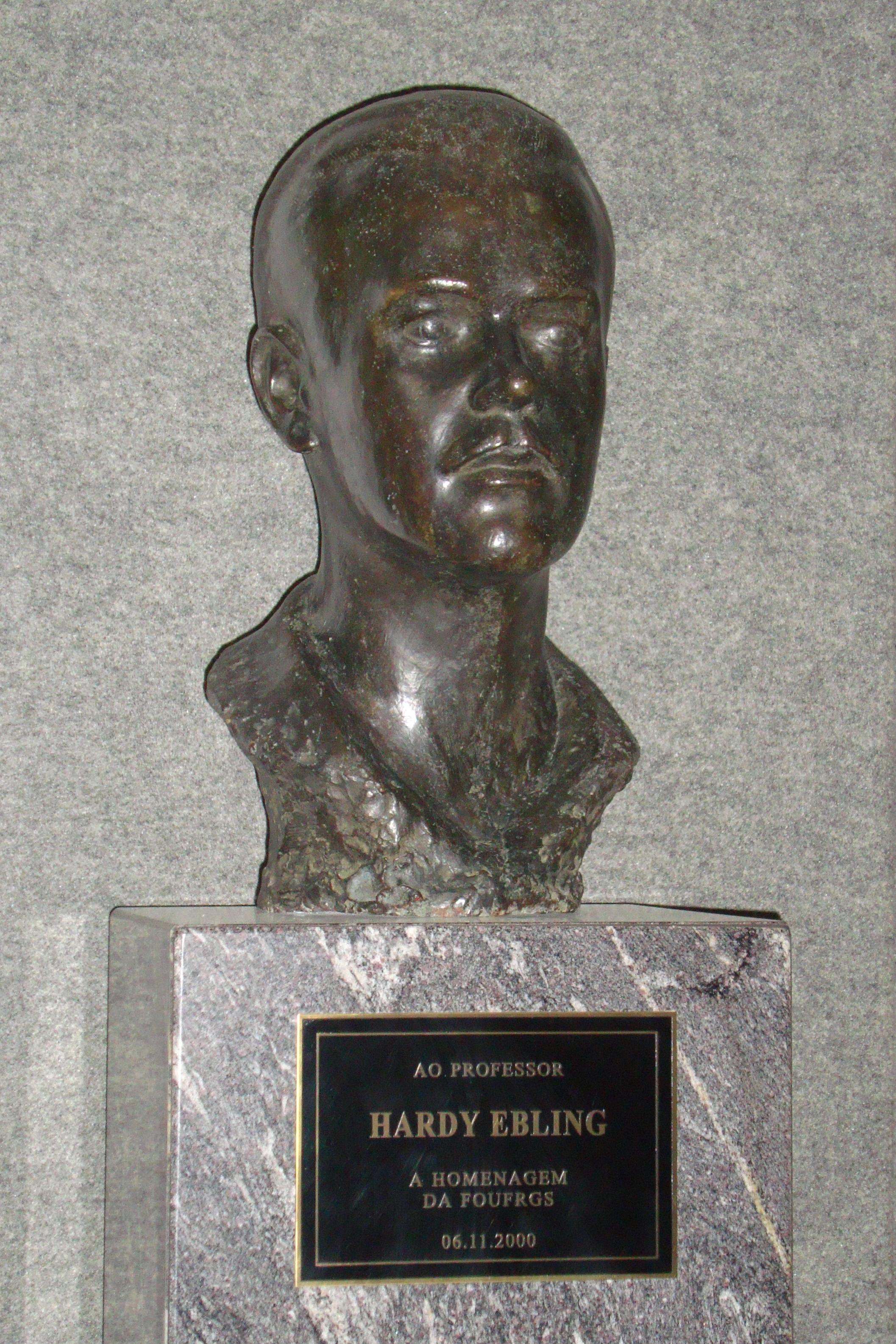
Busto do Prof. Hardy Ebling